# Clips4Sale
Clips4Sale ist eine US-amerikanische Website, die pornografische Inhalte verkauft. Sie wurde 2003 in Florida gegründet und hat sich auf Fetischismus spezialisiert. Auf der Seite können kleinere Produzenten und sogenannte Amateur-Darsteller von pornografischen Inhalten ihre Videos präsentieren und damit Geld verdienen.

## Auszeichnungen
- Venus Award 2011 in der Kategorie Best Fetish Website
- XBIZ Award 2014 in der Kategorie Fetish Site of the Year
- AVN Award 2015 in der Kategorie Best Alternative Website
- Fetish Award 2016 in der Kategorie Innovator of the Year
- XBIZ Award 2020 in der Kategorie Fetish Clip Site of the Year[5]